# جب‌بوانا
جب‌بوانا (به انگلیسی: Jabboana) یک منطقهٔ مسکونی در پاکستان است که در پنجاب واقع شده‌است. جب‌بوانا ۱۴۹ متر بالاتر از سطح دریا واقع شده‌است.